# Gilbert Roland
Pour les articles homonymes, voir Roland (homonymie).

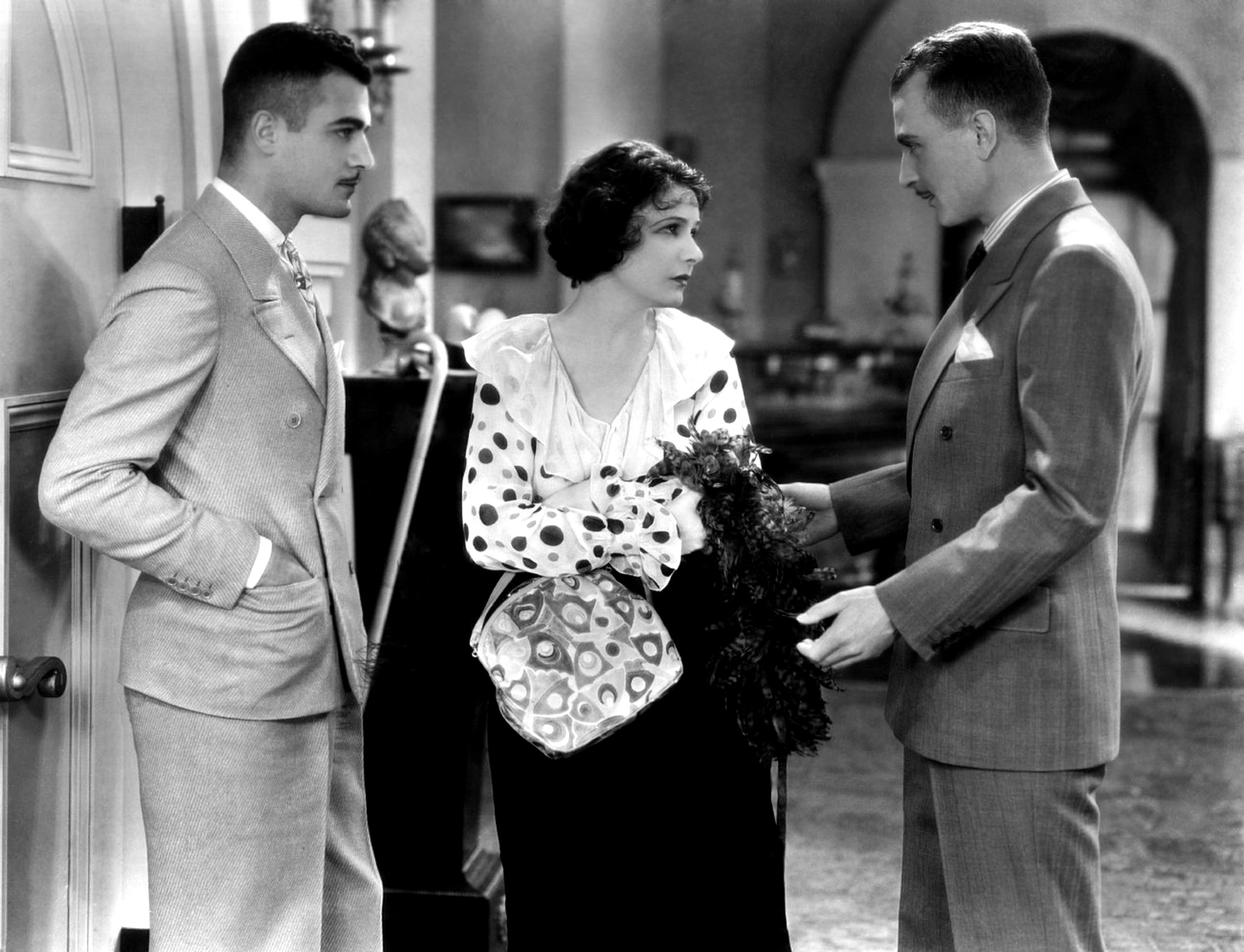
Avec Norma Talmadge et Arnold Kent (à d.), dans La Femme disputée (1928)

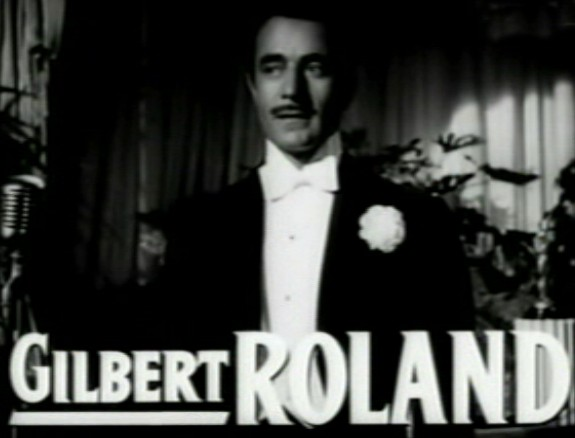
Dans Les Ensorcelés (1952)

Gilbert Roland est un acteur américain, né Luis Antonio Damaso de Alonso le 11 décembre 1905 à Juárez (Chihuahua, Mexique), mort d'un cancer le 15 mai 1994 à Beverly Hills (Californie, États-Unis).

## Biographie
Il existe une certaine divergence sur son lieu de naissance, puisque son père, le torero espagnol Francisco Alonso "Paquiro II", a déclaré à la presse que son fils était né à Bilbao et qu'il avait la nationalité espagnole,. D'autres sources disent qu'il est né à Ciudad Juárez, Chihuahua, Mexique. Il avait initialement l'intention de devenir torero comme son père et son grand-père paternel.
Gilbert Roland entame en 1923 une longue carrière au cinéma qui s'achève en 1982. Dans l'intervalle, s'il figure principalement au générique de films américains - dont de nombreux westerns -, il participe aussi à des productions en langue espagnole (qu'il pratique du fait de ses origines) et, à la fin des années 1960, tourne en Italie quelques westerns spaghetti.
Il est également actif à la télévision (séries essentiellement, mais aussi téléfilms), entre 1954 et 1980.
Il se marie avec l'actrice Constance Bennett le 20 avril 1941. Le couple a deux filles : Lorinda et Christina.
Pour sa contribution au cinéma, une étoile lui est dédiée sur le Walk of Fame d'Hollywood Boulevard.

## Filmographie partielle

### Au cinéma
- 1923 : Notre-Dame de Paris (The Hunchback of Notre Dame) de Wallace Worsley (non crédité)
- 1925 : Le Monde perdu (The Lost World) d'Harry O. Hoyt (non crédité)
- 1925 : Matador (The Spaniard) de Raoul Walsh : un torero
- 1925 : Quand on a vingt ans (The Plastic Age) de Wesley Ruggles
- 1926 : Petite Championne (The Campus Flirt) de Clarence G. Badger
- 1926 : Camille de Fred Niblo
- 1926 : The Blonde Saint de Svend Gade
- 1927 : Colombe (The Dove) de Roland West
- 1927 : Rose of the Golden West de George Fitzmaurice
- 1927 : The Love Mart de George Fitzmaurice
- 1928 : Soirs d'orage (The Woman Disputed) d'Henry King et Sam Taylor
- 1929 : Les Nuits de New York (New York Nights) de Lewis Milestone
- 1930 : Men of the North d'Hal Roach
- 1930 : Resurrección d'Eduardo Arozamena et David Selman (en)
- 1932 : The Woman in Room 13 d'Henry King
- 1932 : La vie commence (Life Begins) de James Flood et Elliott Nugent
- 1932 : No Living Witness (en) de E. Mason Hopper
- 1932 : A Parisian Romance (en) de Chester M. Franklin
- 1932 : Fille de feu (Call Her Savage) de John Francis Dillon
- 1933 : Haute Société (Our Betters) de George Cukor
- 1933 : Les Sacrifiés (After Tonight) de George Archainbaud
- 1933 : Lady Lou (She Done Him Wrong) de Lowell Sherman
- 1933 : Una Viuda Romantica de Louis King
- 1933 : Gigolettes of Paris de Alphonse Martell
- 1933 : Yo tu y ella de John Reinhardt
- 1934 : Elinor Norton (en) d'Hamilton MacFadden
- 1935 : Mystery Woman (en) de Eugene Forde
- 1935 : Julieta compra un rigo de Gregorio Martinez Sierra et Louis King
- 1935 : La Fiesta de Santa Barbara de Louis Lewyn (de) (court métrage)
- 1935 : Ladies Love Danger (en) de H. Bruce Humberstone
- 1937 : Midnight Taxi (en) d'Eugene Forde
- 1937 : Le Dernier Train de Madrid (The Last Train from Madrid) de James P. Hogan
- 1937 : Thunder Trail (en) de Charles Barton
- 1937 : La vida bohemia de John Alton et Josef Berne (en)
- 1938 : L'Île des angoisses (Gateway) d'Alfred L. Werker
- 1939 : Juarez de William Dieterle
- 1940 : Isle of Destiny (en) d'Elmer Clifton
- 1940 : Gambling on the High Seas (en) de George Amy
- 1940 : Le Mystère de Santa Marta (Rangers of Fortune) de Sam Wood
- 1940 : L'Aigle des mers (The Sea Hawk) de Michael Curtiz
- 1941 : My Life with Caroline de Lewis Milestone
- 1945 : Le Capitaine Kidd (Captain Kidd), de Rowland V. Lee
- 1947 : L'Orchidée blanche (The Other Love) d'André de Toth
- 1949 : Malaya de Richard Thorpe
- 1949 : Les Insurgés (We were Strangers) de John Huston
- 1950 : Cas de conscience (Crisis) de Richard Brooks
- 1950 : Les Furies (The Furies) d'Anthony Mann
- 1951 : La Dame et le Toréador (Bullfighter and the Lady) de Budd Boetticher
- 1951 : Le Signe des renégats (Mark of the Renegade) d'Hugo Fregonese
- 1952 : Le Miracle de Fatima (The Miracle of Our Lady of Fatima) de John Brahm
- 1951 : Dix de la légion (Ten Tall Men) de Willis Goldbeck
- 1952 : Les Ensorcelés (The Bad and the Beautiful) de Vincente Minnelli
- 1953 : Le Port des passions (Thunder Bay) d'Anthony Mann
- 1953 : Tempête sous la mer (Beneath the 12-Mile Reef) de Robert D. Webb
- 1954 : French Line (The French Fine) de Lloyd Bacon
- 1955 : Le Cercle infernal (The Racers) d'Henry Hathaway
- 1955 : La Vénus des mers chaudes (Underwater !) de John Sturges
- 1955 : La Princesse d'Eboli (That Lady) de Terence Young
- 1955 : Le Trésor de Pancho Villa (The Treasure of Pancho Villa) de George Sherman
- 1956 : Bandido caballero (Bandido) de Richard Fleischer
- 1956 : Le Tour du monde en quatre-vingts jours (Around the World in Eighty Days) de Michael Anderson
- 1957 : Terre sans pardon (Three Violent People) de Rudolph Maté
- 1957 : Rendez-vous avec une ombre (The Midnight Story) de Joseph Pevney
- 1958 : Duel dans la Sierra (The Last of the Fast Guns) de George Sherman
- 1959 : Le Bagarreur solitaire (The Wild and the Innocent) de Jack Sher
- 1959 : Le Cirque fantastique (The Big Circus) de Joseph M. Newman
- 1964 : Les Cheyennes (Cheyenne Autumn) de John Ford
- 1965 : La Récompense (The Reward) de Serge Bourguignon
- 1966 : Opération Opium (The Poppy Is Also a Flower) de Terence Young
- 1967 : Je vais, je tire et je reviens (Vado... l'ammazzo e torno) de Enzo G. Castellari
- 1968 : Django porte sa croix (Quella sporca storia nel west) d'Enzo G. Castellari
- 1968 : Chacun pour soi de Giorgio Capitani
- 1977 : L'Île des adieux (Islands in the Stream) de Franklin J. Schaffner
- 1980 : Caboblanco de J. Lee Thompson
- 1982 : La Vengeance mexicaine (Barbarosa) de Fred Schepisi

### À la télévision
Séries, sauf mention contraire
- 1958 : La Grande Caravane (The Wagon Train), Saison 1, épisode 24 The Bernal Sierra Story de David Butler (+ histoire originale)
- 1960 : Zorro, Saison 3 (ou hors saison), épisode 1 Le Bandit (El Bandido) de William Witney et épisode 2 Adios El Cuchillo de William Witney
- 1963 : Suspicion (The Alfred Hitchcock Hour), Saison 1, épisode 27 Death and the Joyful Woman de John Brahm
- 1963 : Les Aventuriers du Far West (Death Valley Days), Saison 12, épisode 3 Kingdom for a Horse
- 1963 : Le Plus Grand Chapiteau du monde (The Greatest Show on Earth), Saison unique, épisode 4 Don't Look Down, Don't Look Back
- 1963 : Gunsmoke ou Police des plaines (Gunsmoke ou Marshal Dillon), Saison 9, épisodes 10 et 11 Extradition, Parts I & II de John English
- 1964-1967 : Le Fugitif (The Fugitive), Saison 1, épisode 26 Somebody to Remember (1964) de Jerry Hopper ; Saison 4, épisode 24 Rue barrée (The Savage Street, 1967) de Gerald Mayer
- 1965 : Bonanza, Saison 7, épisode 5 The Lonely Runner de William Witney
- 1967 : Commando Garrison (Garrison's Gorillas), Saison unique, épisode 1 The Big Con de Joseph Sargent
- 1968 : Land's End, téléfilm de Desi Arnaz
- 1969 : Sur la piste du crime (The F.B.I.), Saison 4, épisode 19 The Patriot de Robert Day
- 1971 : Le Grand Chaparral (The High Chaparral), Saison 4, épisode 14 The New Lion of Sonora
- 1972 : Un shérif à New York (McCloud), Saison 3, épisode 1 The New Mexican Connection d'Hy Averback et Russ Mayberry
- 1973 : Incident on a Dark Street (en), téléfilm de Buzz Kulik
- 1973 : Kung Fu, Saison 2, épisode 3 Le Calice (The Chalice) de Jerry Thorpe
- 1974 : Barnaby Jones, Saison 2, épisode 20 Rendezvous with Terror de Seymour Robbie
- 1974 : Le Signe de Zorro (The Mark of Zorro), téléfilm de Don McDougall
- 1979 : The Sacketts (en), téléfilm de Robert Totten
- 1980 : Pour l'amour du risque (Hart to Hart), Saison 1, épisode 18 Raid sur Pacopa (The Raid) de Leo Penn